# Saison 1 de Nouvelle Star
 (octobre 2022).
Si vous disposez d'ouvrages ou d'articles de référence ou si vous connaissez des sites web de qualité traitant du thème abordé ici, merci de compléter l'article en donnant les références utiles à sa vérifiabilité et en les liant à la section « Notes et références ».
 (octobre 2022).
- Si vous ne connaissez pas le sujet, laissez ce bandeau (vous pouvez alors contacter les auteurs).
- Si vous supprimez le contenu mis en cause (vous pouvez préalablement contacter les auteurs),

argumentez précisément cette suppression dans la page de discussion
(un manque de référence n'est pas un argument ; une recherche réelle de référence doit avoir été effectuée, être formellement documentée).
À la recherche de la nouvelle star est le nom, lors de la première saison, de l'émission française de téléréalité musicale Nouvelle Star. Elle a été diffusée sur M6 du 27 mars 2003 au 10 juillet 2003.
Elle a été remportée par Jonatan Cerrada.

## Participants

### Présentation
- Benjamin Castaldi[1]

### Jury
- André Manoukian
- Dove Attia
- Varda Kakon
- Lionel Florence

### Candidats
- Vainqueur : Jonatan Cerrada
- Finaliste : Thierry Amiel (10 juillet)
- Éliminés : Jean Sébastien Lavoie (3 juillet), Alexis Juliard (26 juin), Laetizia Alberti (19 juin), Yoann Kelyann (12 juin), Jonathan Hassen-Ali (5 juin), Cindie Bruzzi (29 mai), Priscilla (22 mai), Gabrielle Ducomble (15 mai)

## Primes

### Primen°1 (15 mai 2003)
État de la compétition
- Qualifiés : Jonatan • Thierry • Jean-Sébastien • Alexis • Laetizia • Yoann • Jonathan • Cindie • Priscilla
- Éliminée : Gabrielle[3]

### Primen°2 (22 mai 2003)
Chaque candidat doit interpréter une chanson de son année de naissance,.
| Candidat       | Chanson                  | Interprète original  |
| -------------- | ------------------------ | -------------------- |
| Jonatan        | Je marche seul           | Jean-Jacques Goldman |
| Priscilla      | Kiss                     | Prince               |
| Yoann          | Vivre ou survivre        | Daniel Balavoine     |
| Laetizia       | Diego libre dans sa tête | Michel Berger        |
| Alexis         | Can You Feel It          | The Jackson Five     |
| Thierry        | Mon fils ma bataille     | Daniel Balavoine     |
| Jonathan       | Do I Do                  | Stevie Wonder        |
| Cindie         | Ella, elle l'a           | France Gall          |
| Jean-Sébastien | We Are the Champions     | Queen                |

Chansons collectives
- Claude François, Cette année-là : Les neuf candidats
- Patrick Bruel, Place des Grands Hommes : Les neuf candidats
- Laissons entrer le soleil : Les neuf candidats

État de la compétition
- Qualifiés : Jonatan • Thierry • Jean-Sébastien • Alexis • Laetizia • Yoann • Jonathan • Cindie
- Éliminée : Priscilla[5]

### Primen°3 (29 mai 2003)
État de la compétition
- Qualifiés : Jonatan • Thierry • Jean-Sébastien • Alexis • Laetizia • Yoann • Jonathan
- Éliminée : Cindie[6]

### Primen°4 (5 juin 2003)
État de la compétition
- Qualifiés : Jonatan • Thierry • Jean-Sébastien • Alexis • Laetizia • Yoann
- Éliminé : Jonathan[7]

### Primen°5 (12 juin 2003)
État de la compétition
| Candidat       | Chanson                  | Interprète original |
| -------------- | ------------------------ | ------------------- |
| Jean-Sébastien | Le Chanteur              | Daniel Balavoine    |
| Alexis         | Je l'aime à mourir       | Francis Cabrel      |
| Laetizia       | Marcia Baïla             | Les Rita Mitsouko   |
| Thierry        | Quand on n'a que l'amour | Jacques Brel        |
| Yoann          | Sur la route             | Gérald de Palmas    |
| Jonatan        | Le Coup de soleil        | Richard Cocciante   |

État de la compétition
- Qualifiés : Jonatan • Thierry • Jean-Sébastien • Alexis • Laetizia
- Éliminé : Yoann[8]

### Primen°6 (19 juin 2003)
État de la compétition
- Qualifiés : Jonatan • Thierry • Jean-Sébastien • Alexis
- Éliminée : Laetizia

### Primen°7 (26 juin 2003): Quart de finale
État de la compétition
- Qualifiés : Jonatan • Thierry • Jean-Sébastien
- Éliminé : Alexis[9]

### Primen°8 (3 juillet 2003): Demi-finale
État de la compétition
- Qualifiés : Jonatan • Thierry
- Éliminé : Jean-Sébastien

### Primen°9 (10 juillet 2003): Finale
État de la compétition
- Vainqueur : Jonatan[10]
- Finaliste : Thierry[10]

## Audiences

### Prime
| Épisode | Diffusion             | Téléspectateurs | Parts de marché | Classement des audiences de la soirée | Référence |
| ------- | --------------------- | --------------- | --------------- | ------------------------------------- | --------- |
| 1       | Jeudi 27 mars 2003    | 3 519 120       | 14,9 %          | 3e                                    | [ 11 ]    |
| 2       | Jeudi 3 avril 2003    | 4 158 960       | 17,1 %          | 3e                                    | [ 11 ]    |
| 3       | Jeudi 10 avril 2003   | 3 785 720       | 16,7 %          | 2e                                    | [ 11 ]    |
| 4       | Jeudi 17 avril 2003   | 3 785 720       | 20,3 %          | 2e                                    | [ 11 ]    |
| 5       | Jeudi 24 avril 2003   | 3 892 360       | 20,3 %          | 2e                                    | [ 11 ]    |
| 6       | Jeudi 1er mai 2003    | 2 825 960       | 15,5 %          | 4e                                    | [ 11 ]    |
| 7       | Jeudi 8 mai 2003      | 2 772 640       | 15,3 %          | 4e                                    | [ 11 ]    |
| 8       | Jeudi 15 mai 2003     | 2 772 640       | 14,2 %          | 4e                                    | [ 11 ]    |
| 9       | Jeudi 22 mai 2003     | 2 772 640       | 14,1 %          | 4e                                    | [ 11 ]    |
| 10      | Jeudi 29 mai 2003     | 2 559 360       | 14,3 %          | 4e                                    | [ 11 ]    |
| 11      | Jeudi 5 juin 2003     | 3 145 880       | 17,5 %          | 3e                                    | [ 11 ]    |
| 12      | Jeudi 12 juin 2003    | 3 359 160       | 17,9 %          | 2e                                    | [ 11 ]    |
| 13      | Jeudi 19 juin 2003    | 2 719 320       | 13,9 %          | 4e                                    | [ 11 ]    |
| 14      | Jeudi 26 juin 2003    | 3 932 600       | 15 %            | 4e                                    | [ 11 ]    |
| 15      | Jeudi 3 juillet 2003  | 3 359 160       | 18,1 %          | 3e                                    | [ 11 ]    |
| 16      | Jeudi 10 juillet 2003 | 3 092 560       | 18,1 %          | 3e                                    | [ 11 ]    |

Sur fond vert : plus hauts chiffres d'audiences
Sur fond rouge : plus bas chiffres d'audiences

### Quotidienne
Une émission quotidienne a été lancée à 19 h 15 du 28 avril au 30 avril. Elle a rassemblé en moyenne 1 013 080 téléspectateurs pour 6,9 % de parts de marché. Elle a été déprogrammée en raison de ces faibles scores.

## Commentaires
- Lors de cette première saison, l'émission s'appelait À la recherche de la nouvelle star. Ce n'est que l'année suivante, en 2004, qu'elle deviendra Nouvelle Star.
- Une émission quotidienne a été diffusée lors de cette saison tous les soirs de la semaine à 19 heures à l'instar de Star Academy. Les candidats venaient témoigner sur le plateau, donner leurs réactions, etc. Mais face à peu d'audience, elle fut supprimée après quatre numéros.